# Obří hrad
Obří hrad (deutsch Riesenschloss) ist ein vermutlich hallstatt- und latènezeitlicher Burgwall nahe dem Ortsteil Popelná der tschechischen Ortschaft Nicov, Jihočeský kraj. Er stammt wohl aus dem siebten bis fünften Jahrhundert v. Chr. und stellt eines der bedeutendsten Zeugnisse keltischer Besiedlung in Böhmen dar. 1926 wurden die Reste der Anlage entdeckt, seitdem förderten Ausgrabungen zahlreiche Relikte keltischer Kultur zu Tage.

## Lage
Der Burgwall liegt auf einem Bergrücken des Valy, auf einer Talseite des Baches Losenice im Böhmerwald. Unterhalb liegt südöstlich das zu Nicov gehörende Dorf Popelná. Die Anlage befindet sich in etwa 950 bis 1000 Metern Höhe a und ist damit der höchstgelegene Burgwall Tschechiens. Umgeben ist die Stätte von Fichtenwald und Geröllfeldern.

## Geschichte
Im Jahr 1926 entdeckten Archäologen am Nordosthang des Valy Mauerreste und Zeugnisse prähistorischer Besiedlung.
Der Entstehungszeitraum der Anlage wird von den Archäologen auf die Mitte des ersten vorchristlichen Jahrtausends datiert. Der genaue Zweck der Anlage und die Frage, von wem sie bewohnt und genutzt wurde, sind nur unzureichend geklärt. Der Entstehungszeitraum der Burg wird jedoch auf das 7. bis 5. vorchristliche Jahrhundert geschätzt.
Bisweilen wird vermutet, dass sie mit der Gewinnung und dem Handel von Gold in Zusammenhang steht. Als Beleg werden hier geborgene keltischen Münzen aus dem 2. bis 1. Jahrhundert  v. Chr. angeführt. Auch ist die keltische Goldförderung in der Umgebung von Kašperské Hory und Sušice dokumentiert.
Für möglich gehalten wird von Seiten der Forschung auch eine Funktion als Kultstätte. Diese These wird durch den Umstand gestützt, dass im zentralen Bereich keine Zeugnisse alltäglicher Hinterlassenschaften, wie Geschirr oder Knochen von verzehrten Tieren gefunden wurden. Auch die rituelle Tötung von Menschen wird in diesem Zusammenhang vermutet; bereits Julius Caesar berichtete von keltischen Menschenopfern als wichtigem Bestandteil des Druidentums.
Der Verfall der Festung wurde womöglich vom im 13. Jahrhundert einsetzenden Goldbergbau noch beschleunigt, indem die Mauerreste abgetragen wurden und in den Fundamenten nach dem Edelmetall gegraben wurde.
Die Funde von Obří hrad sind im Museum von Kašperské Hory zu besichtigen.

## Anlage

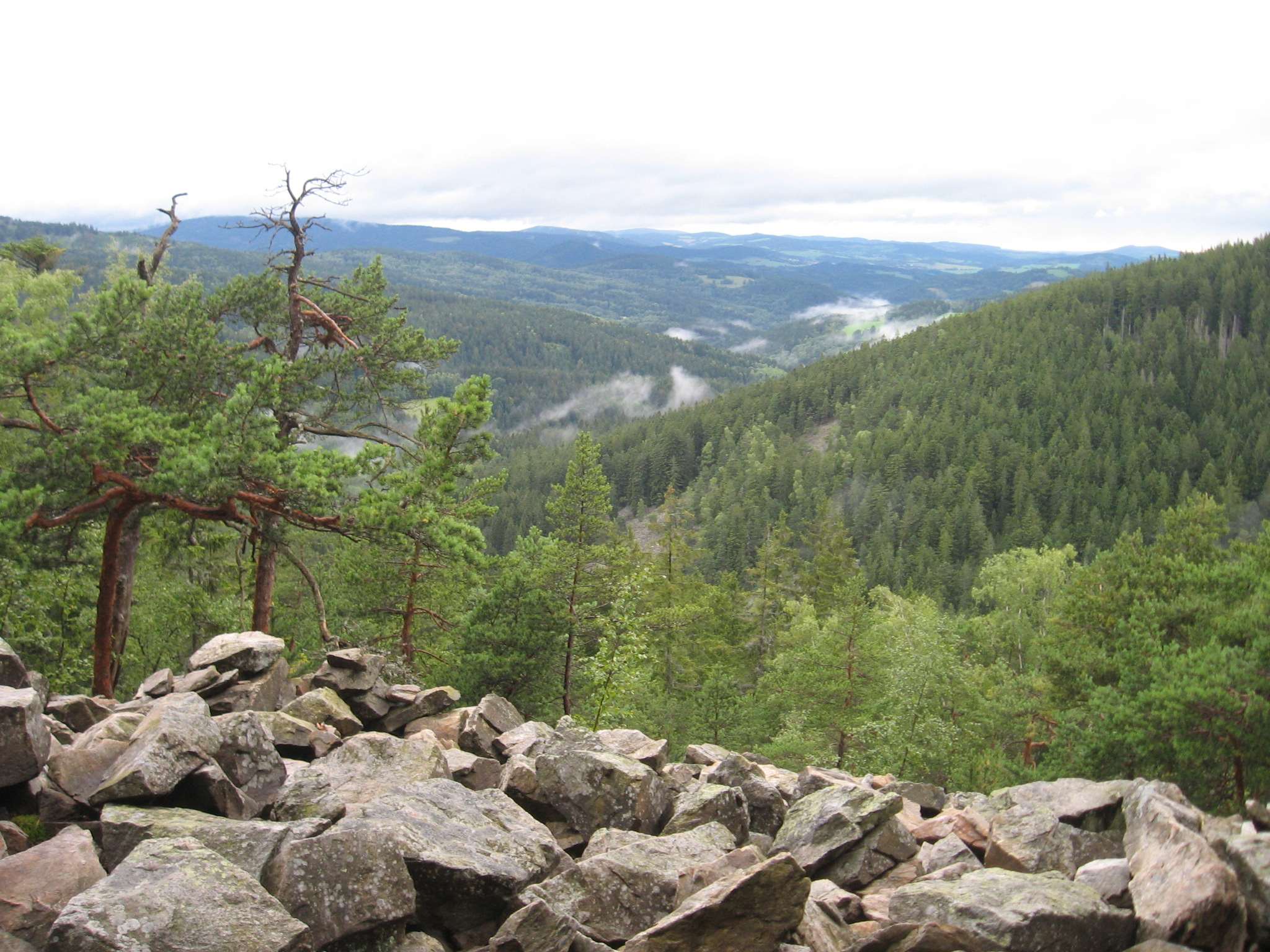
Die Ansicht über das Felsenmeer – westliche Richtung

Für den Bau der Burg wurden teils natürliche Felsmauern, teils herbeigeschaffte Steinblöcke genutzt. Auf den Burgwällen standen höchstwahrscheinlich Palisaden. Die Anlage misst heute 87 × 70 m.
Die Wälle verlaufen in zwei Reihen, einer äußeren Umgrenzung, sowie einer inneren Umfriedung.
Die Steinblöcke, die in den Mauern verarbeitet wurden, erreichen eine Höhe bis zu 5 m.

## Legenden
Die für die Bewohner der Gegend ungewöhnlichen Relikte von Obří hrad waren vielfach Gegenstand von Sagen und Legenden. Vor allem die riesigen Steinblöcke und die Ausmaße der Anlage verleiteten viele zu dem Glauben, die Stätte sei der Wohnort von Riesen gewesen.
So erzählt man sich, die Bewohner von Popelná hätten die Knochen der toten Riesen, die bis zu 3 m lang gewesen seien, als Brücke über den Bach Losenice verwendet.
Eine andere Geschichte berichtet von einem armen Schneider, der die Riesenburg aufsuchte, um Almosen für seine hungernden Kinder zu erbitten. Statt aber seine Bitte zu erhören, warfen ihn die wütenden Riesen hinab in die Losenice. Einer der Riesen warf ihm gar noch einen Felsbrocken nach. Wie durch ein Wunder überlebte der Schneider den Sturz jedoch. Als er den Felsbrocken sah, bemerkte er, dass unter der Erde und dem Schlamm, die ihn bedeckten, reinstes Gold war. Von da an war der Schneider all seine Sorgen los.

## Verweise